# Parti du revenu de base
Le Parti du revenu du base (hangeul : 기본소득당 ; hanja : 基本所得黨 ; RR : Gibonsodeukdang ; MR : Kibonsodŭktang) est un parti politique sud-coréen avec pour unique enjeu l'établissement d'un revenu universel.

## Histoire
Le Parti du revenu de base a vu le jour lorsque le neuvième conseil de direction du Parti travailliste dirigé par Yong Hye-in démissionne le 15 juillet. Avant la fondation officielle du parti le 19 janvier 2020, le Parti du revenu de base commence à établir des chapitres locaux du parti dans les villes et les provinces de Corée du Sud avec le slogan « 600 000 ₩ par mois pour tous »,. Le parti annonce via sa page Facebook le 7 novembre qu'il a atteint 5 000 membres. Le parti est officiellement enregistré auprès de la Commission électorale nationale le 19 janvier 2020. Le parti insiste fortement sur le fait que ses membres sont pour la plupart de jeunes adultes.
Le partir rejoint l'alliance électorale « Parti des citoyens ensemble » du Parti Minju le 21 mars 2020 pour les élections législatives sud-coréennes de 2020. Deux candidats se sont présentés à la représentation proportionnelle. Yong Hye-in est élue à la proportionnelle de liste. Après les élections, Yong retrouve le parti[pas clair].

## Idéologie
Le parti plaide en faveur de la mise en œuvre d'un revenu de base mensuel de 600 000 ₩ (environ l'équivalent de 500 dollars américains) pour tous les citoyens de Corée du Sud.
Bien que le parti n'ait pas d'idéologie officielle, il, et son chef Shin Ji-hye, ont été décrits comme socialement libéraux, prônant le féminisme et les droits LGBT et cherchant à améliorer le filet de sécurité sociale et à remédier aux désavantages sociaux,.

## Résultats électoraux

### Élections présidentielles
| Élection | Candidat  | Votes  | %    | Résultat |
| -------- | --------- | ------ | ---- | -------- |
| 2022     | Oh Jun-ho | 18 105 | 0,05 | Non élu  |

### Élections législatives
| Élection | Chef         | Circonscriptions | Circonscriptions | Circonscriptions | Circonscriptions | Proportionnelle | Proportionnelle | Proportionnelle | Proportionnelle | Sièges  | Sièges | Rang | Position            |
| Élection | Chef         | Votes            | %                | Sièges           | +/-              | Votes           | %               | Sièges          | +/-             | No.     | +/–    | Rang | Position            |
| -------- | ------------ | ---------------- | ---------------- | ---------------- | ---------------- | --------------- | --------------- | --------------- | --------------- | ------- | ------ | ---- | ------------------- |
| 2020     | Park Gi-hong |                  |                  |                  |                  | 4 658           | 0,0             | 1 / 300         | nv.             | 1 / 300 | nv.    | 36e  | Extra-parlementaire |